# Heggenmus
De heggenmus (Prunella modularis) is een zangvogel uit de familie van de heggenmussen (Prunellidae).

## Kenmerken
Heggenmussen worden 14 centimeter groot, ongeveer even groot als de huismus, maar onderscheiden zich doordat de rugstrepen doorlopen tot op de kop terwijl de huismus daar grijs is. Deze vogel heeft duidelijke, donkerbruine strepen op de zijkant, lichtkleurige poten en een spitse snavel. Heggenmussen worden zelden of nooit in groepjes gezien. Het mannetje en het vrouwtje hebben hetzelfde verenkleed. Hij heeft een helder, metalig geluid, en zingt al vroeg in het voorjaar, vanaf februari. Minder vaak te horen in de zomer. Heeft zogenaamde 'liefdes-fluisterzang' in aanwezigheid van vrouwtje, maar laat ook een soortgelijke gedempte zang in het najaar horen. De fluisterzang is ook bekend bij de merel.

## Leefwijze
Ze verplaatsen zich op kenmerkende wijze: laag bij de grond onder struiken en heggen, scharrelend naar voedsel. Aan de scherpe snavel van de heggenmus is te zien dat het om een insecteneter gaat. In de winter eten ze ook kleine zaden.

## Voortplanting
Het broedseizoen van de heggenmus loopt van eind april tot in augustus. Jaarlijks hebben ze twee, soms zelfs drie legsels met elk drie tot zes blauwachtige eieren. Het broeden duurt een kleine twee weken. Ze maken geen gebruik van nestkasten. Het nest wordt zelden hoger gebouwd dan op 2 meter, in een heg of struik.
Heggenmussen hebben een bijzonder liefdesleven, waarbij zowel de mannetjes als de vrouwtjes meerdere partners kunnen hebben. Het komt ook voor dat meerdere mannetjes helpen om de jongen uit een nest groot te brengen.

## Verspreiding
De heggenmussen in Noord-Europa trekken in de winter naar het zuiden en westen. In Nederland en België komen heggenmussen het gehele jaar voor.
De soort telt zeven ondersoorten:
- P. m. hebridium: Ierland en de Hebriden, ten westen van Schotland.
- P. m. occidentalis: Schotland (behalve de Hebriden), Engeland en westelijk Frankrijk.
- P. m. modularis: noordelijk en centraal Europa, de Balkan en Bulgarije.
- P. m. mabbotti (Iberische heggenmus): het Iberisch Schiereiland, het zuidelijke deel van Centraal-Frankrijk en Italië.
- P. m. fuscata: het zuidelijke Krimschiereiland aan de noordkust van de Zwarte Zee.
- P. m. euxina: noordwestelijk en noordelijk Turkije.
- P. m. obscura (Kaukasische heggenmus): noordoostelijk Turkije, de Kaukasus en noordelijk Iran.

## Status in Nederland
Voor de periode 2013-2015 werden er 175.000-225.000 broedparen geteld.
Het aantal overwinterende exemplaren bedroeg in die periode tussen de 300.000 en 600.000.

## Afbeeldingen

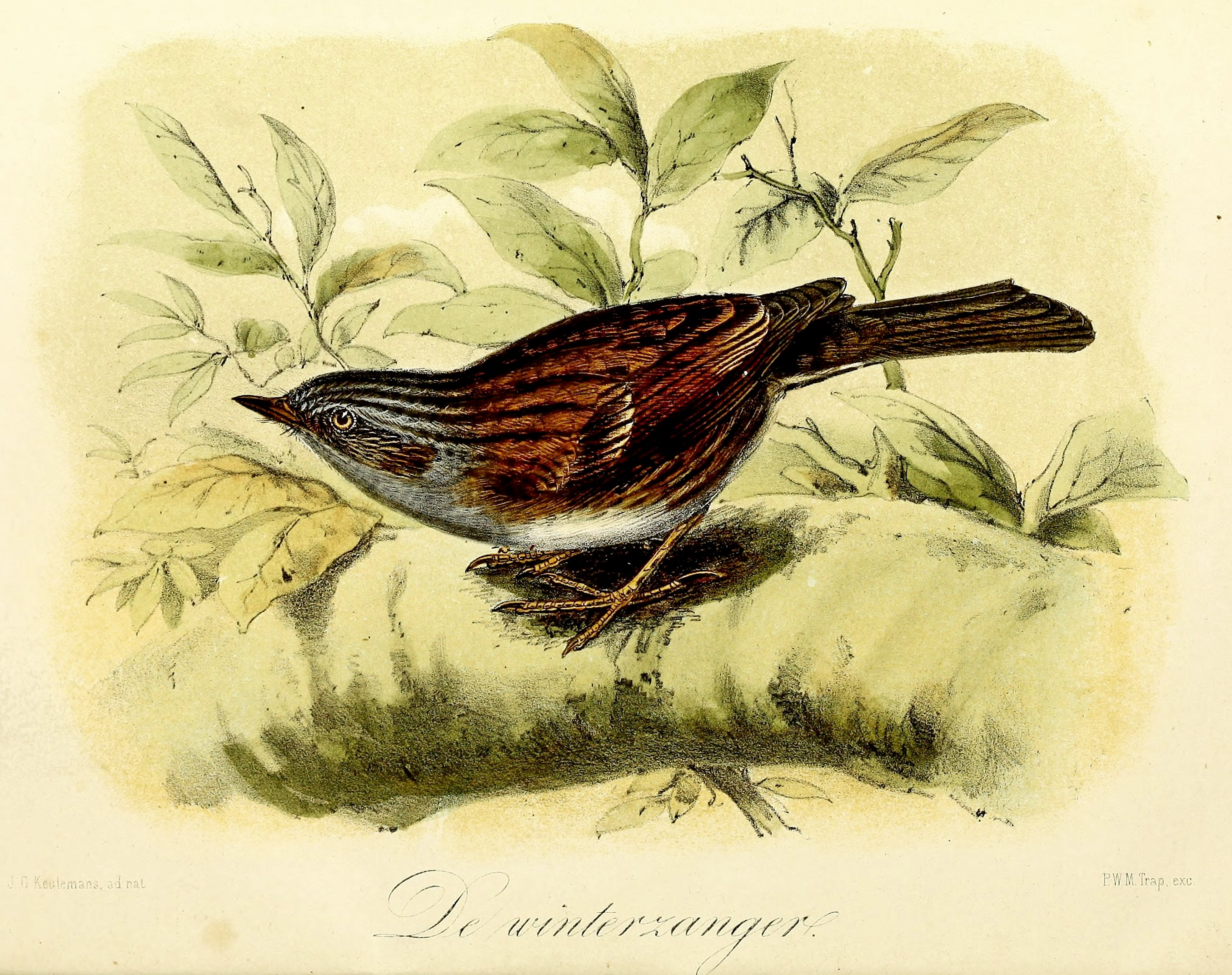
De winterzanger (1869), John Gerrard Keulemans

## Video
- Video van een zingende en poetsende heggenmus